# Fresne-Saint-Mamès
 Fresne-Saint-Mamès  es una población y comuna francesa, situada en la región de Franco Condado, departamento de Alto Saona, en el distrito de Vesoul y cantón de Fresne-Saint-Mamès.

## Demografía
| 450 | 482 | 457 | 470 | 475 | 507 | 487 |
| Para los censos de 1962 a 1999 la población legal corresponde a la población sin duplicidades (Fuente: INSEE [Consultar]) |     |     |     |     |     |     |